# Marius Durbet
Pour les articles homonymes, voir Durbet.
Marius Durbet, né le 28 février 1904 à Arbin et mort  le 3 juin 1975 à  Menton, est un homme politique français.

## Biographie
Pharmacien de profession, Marius Durbet est élu conseiller général du canton de Nevers en 1949 et réélu en 1949, 1955 et 1961. Membre du Rassemblement du peuple français (RPF), il est maire de Nevers de 1947 à 1953 et député de la Nièvre de 1951 à 1967.

## Décorations
Il est chevalier de la Légion d'honneur et décoré de la croix de guerre 1939-1945.